# Uhersko
Uhersko település Csehországban, a Pardubicei járásban. A neve csehül történelmi Magyarországot is jelent. Uhersko Moravany, Chroustovice, Ostrov, Dolní Roveň és Trusnov településekkel határos. Lakosainak száma 434 fő (2024. január 1.).

## Népesség
A település lakosságának változását az alábbi diagram mutatja:
| Lakosok száma | 453  | 470  | 414  | 330  | 276  | 266  | 255  | 291  | 292  | 434  |
|               | 1869 | 1890 | 1921 | 1950 | 1980 | 2001 | 2017 | 2019 | 2022 | 2024 |